# Łuszczyn (Silésie)
Pour les articles homonymes, voir Łuszczyn.
Łuszczyn est une localité polonaise de la gmina de Mstów, située dans le powiat de Częstochowa en voïvodie de Silésie.